# 三宝会
三宝会（さんぽうかい）は、竹下登が小沢一郎の政界における影響力排除を目的として1996年（平成8年）に結成した、大手のメディアや企業の幹部を構成員とする団体。

## 概要
1992年（平成4年）に後ろ盾だった金丸信を失ったことで、田中派の後継者争いに敗れた小沢一郎は、『改革フォーラム21』を発足させた。その1年後、細川連立政権（細川内閣）が誕生し、自民党が下野した。これに危機感を覚えた竹下登は、自らが最高顧問となり、1996年（平成8年）に結成。元参議院議員で政治評論家の平野貞夫によれば、2009年（平成21年）に政権交代が行われるまで続いたという。

## 組織
最高顧問
竹下登（元首相）
会員
葛西敬之（東海旅客鉄道社長）
近藤晃（日本航空社長）
関本忠弘（日本電気会長）
南谷昌二郎（西日本旅客鉄道社長）
塙義一（日産自動車社長）
松田昌士（東日本旅客鉄道社長）
米山令士（千代田生命保険社長）
世話人
高橋利行（読売新聞世論調査部長）
後藤謙次（共同通信編集委員）
芹川洋一（日本経済新聞政治部次長）
佐田正樹（朝日新聞電子電波メディア局局長付）
湯浅正巳（選択出版）
福本邦雄（フジインターナショナルアート社長）
内藤武宣（早稲田大学講師）
松岡敦（啓愛社エヌエムビー社長）
平野聰（日本航空常務）
竹中誉（エル・ビーエス社長）